# Alaeddin Paixà
Alaeddin Paixà o Alaeddin Bey (mort el 1331 o 1332), era el germà d'Orhan, que va succeir al seu pare Osman I en el govern del jove Imperi Otomà. Mentre Orhan va arribar al poder amb el títol de sultà, Alaeddin va esdevenir el primer Gran Visir (1320-1331).
La seva figura és enigmàtica i els seus fets han estat narrats de manera tendenciosa per les primera crònica. El seu nom sembla que era Erden Ali i era germà d'Orhan; ambdós haurien nascut de la mateixa mare, Mal Khatun, però no se sap si era el germà gran o el petit.
D'acord amb els textos escrits per l'historiador otomà Bidlisi Idris I, Orhan va ser més agressiu i bel·licós que el seu germà Alaeddin, que va preferir quedar-se al palau en comptes de fer la guerra per expandir el nou imperi. Alguns historiadors creuen que Alaeddin va ser el segon fill d'Osman, però d'altres creuen que hi ha possibilitats fos el contrari, i que és molt possible que Orhan fos elegit per les seves virtuts marcials a costa d'Alaeddin.
A la mort d'Osman sembla que Alaeddin, el qual vivia retirat a Bilecik, va refusar l'oferta d'Orhan de participar en els afers d'estat i es va retirar a les seves terres de Kotra o Kudra (districte de Kete, entre Bursa i Mihalıççık). Alguns historiadors con Hüsam al-Din suggereixen que li pertanyia la successió legitima i que va refusar compatir el poder amb el seu germà o fins i tot que va pujar al tron i fou apartat d'aquest pel seu germà, ja que Ibn Taghribirdi i Ibn Hàjar diuen: «Erden Ali va succeir el seu pare.»
La tradició diu que Ala al-Din va ocupar per un temps el lloc de visir i de comandant en cap i realment en un document datat el 1333 porta aquests títols; Hüsam al-Din diu que mentre fou comandant en cap no fou visir i que la seva persona ha estat confosa amb un altre personatge del mateix nom que fou visir d'Osman i Orkhan (que efectivament apareix en un document datat el 1323).
El príncep Alaeddin es va casar amb la filla de Balad, i va ser beneït amb 8 fills, 5 fills i 3 filles:
1. Kılıç Bey,
2. Hızır Bey,
3. Mehmed Bey
4. Ibrahim Bey.
5. Şahi Çelebi
6. Taci Hatun
7. Ayşe Hatun
8. Paşa Hatun

Va morir vers 1333 i fou enterrat a Bursa al mausoleu d'Osman.
1. ↑  Alderson, 1956, p. 163-164.